# Jan Alois Kubíček
Prof. ThDr. Jan Alois Kubíček (25. prosince 1857 Klášterec – 3. března 1929 Olomouc) byl kněz, církevní historik, vyučující na teologické fakultě v Olomouci a kanovník olomoucké kapituly.

## Život
Po studiu na gymnáziu v Kroměříži a teologické fakultě v Olomouci byl r. 1880 vysvěcen na kněze. Působil potom u sv. Michala v Olomouci, jako adjunkt bohoslovecké fakulty a lektor Písma sv. v semináři. Když byl povolán na vídeňskou univerzitu olomoucký profesor církevních dějin Josef Kopallik, suploval tři semestry výuku církevních dějin. Roku 1887 se stal katechetou na německém gymnáziu v Olomouci, r. 1890 mimořádným profesorem pastorální teologie na teologické fakultě v Olomouci (od r. 1892 řádný profesor). Císařskou provizí z 30. srpna 1918 se stal nesídelním kanovníkem olomoucké kapituly, za sídelního byl přijat r. 1921, kdy se také stal rektorem kostela svaté Anny a papežským prelátem. Roku 1926 byl zvolen kapitulním děkanem, Řím neuznal platnost volby a sám jej jmenoval vlastní bulou. Zemřel r. 1929.

## Dílo
- Kubíček Joannes Aloysius, Promulgatio sacrosancti Concilii Tridentini in Moravia, Olomucii, sumptibus propriis 1887.